# Why Don't We Fall in Love
Why Don't We Fall in Love è un brano musicale scritto da Rich Harrison e pubblicato come singolo nel 2002 dalla cantante statunitense Amerie. Si tratta del primo brano estratto dall'album di debutto dell'artista, All I Have.

## Video
Il videoclip della canzone è stato diretto da Benny Boom.

## Remix
Il remix ufficiale del brano vede la partecipazione del rapper Ludacris.

## Tracce
- Doppia A-Side (USA)

1. Why Don't We Fall in Love (album version) – 2:39
2. Got to Be There – 3:01

- CD (UK/AUS)

1. Why Don't We Fall in Love (album version) – 2:39
2. Why Don't We Fall in Love (main mix featuring Ludacris) – 3:33
3. Why Don't We Fall in Love (Richcraft Remix) – 3:36
4. Why Don't We Fall in Love (instrumental) – 2:48
5. Why Don't We Fall in Love (main mix - a cappella featuring Ludacris) – 3:26